# Parafia Narodzenia Pańskiego w Lewes
Parafia Narodzenia Pańskiego – prawosławna parafia w Lewes, należąca do Wikariatu Wielkiej Brytanii i Irlandii. Święta Liturgia odbywa się w co drugą niedzielę, poza tym zawsze odprawiana jest jutrznia. Językiem liturgicznym jest angielski, wykorzystywane są również cerkiewnosłowiański oraz grecki. 